# Klaus Pietschmann
Klaus Pietschmann (* 1972 in Köln) ist ein deutscher Musikwissenschaftler. Er lehrt seit 2009 an der Universität Mainz.

## Werdegang
Klaus Pietschmann studierte an der Universität zu Köln, an der Universität Florenz und an der Universität Münster Musikwissenschaft und Mittelalterliche Geschichte. 1997/98 war er am Deutschen Historischen Institut in Rom und wurde 2000 mit einer Arbeit über Kirchenmusik zwischen Tradition und Reform. Die päpstliche Kapelle und ihr Repertoire unter Papst Paul III. promoviert. Anschließend war er bis 2003 in Bonn und Köln in einem Forschungsprojekt über „Die Oper in Italien und Deutschland 1770–1830“ tätig. Von 2003 bis 2006 war er Assistent von Hans-Joachim Hinrichsen und Laurenz Lütteken an der Universität Zürich, wo er auch habilitiert wurde. 2006 bis 2009 nahm er Assistenz- und Gastprofessuren in Bern und Graz wahr. 2009 wurde er ans Institut für Musikwissenschaft an der Universität Mainz berufen. 2019 wurde er zum Mitglied der Academia Europaea gewählt. Im Dezember 2021 wurde er als ordentliches Mitglied in die Akademie der Wissenschaften und der Literatur Mainz aufgenommen.
Pietschmann ist Stellvertretender Direktor von mainzed, dem Mainzer Zentrum für Digitalität in den Geistes- und Kulturwissenschaften.
2008 erhielt er den Preis für Geisteswissenschaften der Akademie der Wissenschaften zu Göttingen.

## Schriften (Auswahl)
- Kirchenmusik zwischen Tradition und Reform. Die päpstliche Kapelle und ihr Repertoire im Pontifikat Pauls III. (1534–1549) (= CASCAM, Band 11). Vatikanstadt 2007
- Laboratorium des Wandels. Wien und die Diversifizierung der Oper um 1800. Habilitationsschrift Zürich 2006 (Druck i. V.)
- Das Erzbistum Köln in der Musikgeschichte des 15. und 16. Jahrhunderts. Kongressbericht Köln 2005 (= Beiträge zur rheinischen Musikgeschichte. Band 172). Merseburger, Kassel 2008.
- Hrsg. mit Hans-Joachim Hinrichsen: Jenseits der Bühne: Bearbeitungs- und Rezeptionsformen der Oper im 19. und 20. Jahrhundert. Symposiumsbericht der International Musicological Society 2007 (= Schweizer Beiträge zur Musikforschung, Band 15). Bärenreiter, Kassel 2010.
- Hrsg. mit Melanie Wald-Fuhrmann: Der Kanon der Musik. Theorie und Geschichte. Ein Handbuch. edition text + Kritik, München 2011, ISBN 978-3-86916-106-8.